# Buddismo in Bangladesh
Il buddismo è la terza religione del Bangladesh, con lo 0,7% di aderenti alla scuola Theravada. Oltre il 65% di coloro che seguono la dottrina del Buddha è concentrata nella regione subtropicale confinante con la Birmania denominata "Chittagong Hill", predominante fra i gruppi etnici dei "Chakma", dei "Marma" e dei "Tanchangya" conosciuti anche col nome collettivo di "Jumma" (popolazioni indigene) oltre ai "Khyang" e ai "Chak"; mentre il restante 35% fanno parte dell'etnia bengalese dei Barua concentrata a Chittagong.
Più o meno ampie comunità buddhiste sono presenti anche in diverse altre città del paese, a cominciare dalla capitale Dacca. Anche alcuni gruppi tribali, in particolare quelli praticanti l'animismo, hanno subito e sono stati in parte influenzati dalla cultura buddhista, in particolare tra il popolo "Mru" o Mros (Murong in bengali).

## Storia
La leggenda dice che l'ex principe Siddharta Gautama giunse di persone in un certo momento della propria esistenza terrena per diffondere la a nuova dottrina, convertendo alcuni immediatamente a seguirne le orme e diventare così monaci; tuttavia il buddismo non ha guadagnato molto sostegno durante la vita del fondatore e solamente in seguito col regno di Ashoka cominciò ad ottener sostegni e favori.
Il buddismo nelle sue varie forme sembra esser stato prevalente fino al momento della conquista turca avvenuta nel 1202. Gli eserciti invasori trovarono e distrussero diversi monasteri; con la scomparsa dei suoi principali centri di studio ed insegnamento, la fede buddhista rapidamente scomparve per esser sostituita via via con l'Islam. Durante i secoli successivi i restanti credenti buddhisti rimasero accorpati nella regione di Chittagong dove la religione sembrò sempre esser miscelata coi vari culti tribali; qui le tribù di fede buddhista costituivano la maggioranza della popolazione anche durante il periodo della dominazione inglese (vedi Impero anglo-indiano) tra il 1858 e il 1947.

## Cultura
Vi sono diversi monasteri nella zona di confine con la Birmania e nella maggior parte dei villaggi a prevalenza buddhista vi sono scuole (Kyong) dove bambini e ragazzi imparano a leggere la lingua birmana ma anche il Pali, l'antica forma di scrittura in uso durante l'epoca delle origini del buddismo: risulta esser ancora abbastanza comune per gli uomini che abbiano terminato il loro periodo di studi nelle scuole ritornare in monastero ad intervalli regolari per temporanei periodi di soggiorno. Il tempio locale è spesso un importante centro della vita del villaggio.
Il buddismo al di fuori dei riti monastici è stato assorbito ma ha anche adattato a sé i credi popolari e i cuti indigeni delle regioni in cui s'è diffuso; nelle aree a maggioranza buddhista vengono osservate le principali feste annuali le quali commemorano importanti eventi della vita del fondatore. Sebbene rifiuto il culto degli dèi e conservi la memoria del Buddha come un semplice uomo come tutti gli altri che seguendo un certo percorso è stato illuminato, la forma religiosa più popolare conserva un pantheon di figure sovraterrene, demoni e divinità minori tutti guidati dall'esempio di vita dato dal Buddha.